# 대한민국의 육군참모총장
육군참모총장(영문 : Chief of Staff, R.O.K Army/한문 : 陸軍參謀總長)은 대한민국 육군본부를 대표하는 직위로, 대한민국 육군의 4성 장군(대장)이 역임한다(군 창설 당시에는 군의 규모가 작았기 때문에 3성 장군(중장)이 역임하였음). 대한민국 국군 중에서 합동참모본부 의장에 이어 의전 서열 2위이다.

## 역할
- (국군조직법 제10조 제2항) 각군 참모총장은 국방부장관의 명을 받아 각각 해당 군을 지휘·감독한다. 다만, 전투를 주임무로 하는 작전부대에 대한 작전지휘·감독은 제외한다.

## 역대 참모총장

### 남조선국방경비대 육군 사령관
| 정부      | 대수 | 사진    | 이름           | 계급                             | 재임                                       | 비고                                                                             |
| --------- | ---- | ------- | -------------- | -------------------------------- | ------------------------------------------ | -------------------------------------------------------------------------------- |
| 미군정    | 초대 |         | 원용덕(元容德) | 참령                             | 1946.1.15~12.13 (332일·10개월 28일)        |                                                                                  |
| 미군정    | 2대  |         | 송호성(宋虎聲) | 국방경비대 중령                  | 1946.12.13~1948.8.15 (611일·1년 8개월 2일) |                                                                                  |
| 제1공화국 | 3대  | 준장(☆) | 송호성(宋虎聲) | 1948.8.15~11.20 (97일·3개월 5일) |                                            |                                                                                  |
| 제1공화국 | 초대 |         | 이응준(李應俊) | 소장                             | 1948.11.20~12.15 (25일)                    | 강태무, 표무원 대대 월북 사건 스캔들로 자진 사임. 일본육사 26기 일본군 대좌 출신 |

### 육군참모총장
| 정부        | 대수      | 사진                   | 이름 (계급)                                  | 기수                                          | 재임                                                                                     | 비고                                                                            |
| ----------- | --------- | ---------------------- | -------------------------------------------- | --------------------------------------------- | ---------------------------------------------------------------------------------------- | ------------------------------------------------------------------------------- |
| 제1공화국   | 초대      |                        | 이응준(李應俊) (☆☆)                          |                                               | 1948.12.15~1949.5.8 (144일·4개월 23일)                                                   | 강태무, 표무원 대대 월북 사건 스캔들로 자진 사임 일본육사 26기 일본군 대좌 출신 |
| 제1공화국   | 2         |                        | 채병덕(蔡秉德) (☆☆)                          | 1949.5.9~9.30 (144일·4개월 21일)              | 김석원 수도사단장과의 알력 다툼으로 해임 일본육사 49기 일본군 소좌 출신                  |                                                                                 |
| 제1공화국   | 3         |                        | 신태영(申泰英) (☆☆)                          | 1949.10.1~1950.4.9 (190일·6개월 9일)          | 4대 국방부 장관 역임 일본육사 26기 일본군 중좌출신                                       |                                                                                 |
| 제1공화국   | 4         |                        | 채병덕(蔡秉德) (☆☆)                          | 1950.4.10~6.29 (80일·2개월 19일)              | 김석원 수도사단장과의 알력 다툼으로 해임 일본육사 49기 일본군 소좌 출신                  |                                                                                 |
| 제1공화국   | 5         |                        | 정일권(丁一權) (☆☆)                          | 1950.6.30~1951.6.22 (357일·11개월 23일)       | 1940년 일본육사 졸 만주군 상위 출신                                                      |                                                                                 |
| 제1공화국   | 6         |                        | 이종찬(李鐘贊)                               | 1951.6.23~1952.7.22 (395일·1년 29일)          | 임기 중 중장으로 진급 합동참모의장 8대 국방부 장관 임명 일본육사 49기 졸 일본군 소좌출신 |                                                                                 |
| 제1공화국   | 7         |                        | 백선엽(白善燁) (☆☆☆)                         | 1952.7.23~1954.2.13 (570일·1년 6개월 21일)    | 임기 중 대장으로 진급 4대 합참의장 임명 봉천 군관학교 졸 만주군 중위 출신                |                                                                                 |
| 제1공화국   | 8         |                        | 정일권(丁一權) (☆☆☆☆)                        | 1954.2.14~1956.6.26 (863일·2년 4개월 12일)    | 1940년 일본육사 졸 만주군 상위 출신                                                      |                                                                                 |
| 제1공화국   | 9         |                        | 이형근(李亨根) (☆☆☆☆)                        | 1956.6.27~1957.5.17 (324일·10개월 20일)       | 초대 합참의장 임명 1942년 일본육사 졸 일본군 대위 출신                                   |                                                                                 |
| 제1공화국   | 10        |                        | 백선엽(白善燁) (☆☆☆☆)                        | 1957.5.18~1959.2.22 (645일·1년 9개월 4일)     | 4대 합참의장 역임 봉천 군관학교 졸 만주군 중위 출신                                      |                                                                                 |
| 제1공화국   | -         |                        | 이형근(李亨根) (☆☆☆☆)                        | 1959.2.23~8.6 (164일·5개월 14일)              | 직무대행                                                                                 |                                                                                 |
| 제1공화국   | 11        |                        | 송요찬(宋堯讚) (☆☆☆)                         | 1959.8.7~1960.5.22 (289일·9개월 15일)         | 13대 국방부 장관 임명 일본 육군 군조로 임관                                              |                                                                                 |
| 제1공화국   | 12        |                        | 최영희(崔榮喜) (☆☆☆)                         | 1960.5.23~8.28 (97일·3개월 5일)               | 16대 국방부 장관 역임 일본군 소위 출신                                                   |                                                                                 |
| 제2공화국   | 13        |                        | 최경록(崔慶祿) (☆☆☆)                         | 1960.8.29~1961.2.16 (171일·5개월 18일)        | 일본 도요하시 예비사관학교 졸 일본군 소위 출신                                           |                                                                                 |
| 제2공화국   | 14        |                        | 장도영(張都映) (☆☆☆)                         | 1961.2.17~1961.6.5 (108일·3개월 19일)         | 12대 국방부 장관 역임 일본군 소위 출신                                                   |                                                                                 |
| 제2공화국   | 15        |                        | 김종오(金鍾五) (☆☆☆☆)                        | 1961.6.6~1963.5.31 (724일·1년 11개월 24일)    | 8대 합참의장 임명 일본군 소위 출신                                                       |                                                                                 |
| 제2공화국   | 16        |                        | 민기식(閔耭植) (☆☆☆☆)                        | 1963.6.1~1965.3.31 (669일·1년 9개월 27일)     | 일본군 소위 출신                                                                         |                                                                                 |
| 제3공화국   | 16        |                        | 민기식(閔耭植) (☆☆☆☆)                        | 1963.6.1~1965.3.31 (669일·1년 9개월 27일)     | 일본군 소위 출신                                                                         |                                                                                 |
| 17          |           | 김용배(金容培) (☆☆☆☆)  | 1965.4.1~1966.9.1 (518일·1년 5개월)          |                                               | 일본군 소위 출신                                                                         |                                                                                 |
| 18          |           | 김계원(金桂元) (☆☆☆☆)  | 1966.9.2~1969.8.31 (1,094일·2년 11개월 29일) |                                               | 일본군 소위 출신                                                                         |                                                                                 |
| 19          |           | 서종철(徐鐘喆) (☆☆☆☆)  | 1969.9.1~1972.6.1 (1,004일·2년 9개월)        | 20대 국방부 장관 임명 일본군 소위 출신        |                                                                                          |                                                                                 |
| 20          |           | 노재현(盧載鉉) (☆☆☆☆)  | 3(1947)                                      | 1972.6.2~1975.2.28 (1,001일·2년 8개월 26일)   | 14대 합참의장 21대 국방부 장관 역임 일본군 소위 출신                                     |                                                                                 |
| 20          | 제4공화국 | 노재현(盧載鉉) (☆☆☆☆)  | 3(1947)                                      | 1972.6.2~1975.2.28 (1,001일·2년 8개월 26일)   | 14대 합참의장 21대 국방부 장관 역임 일본군 소위 출신                                     |                                                                                 |
| 21          |           | 이세호(李世鎬) (☆☆☆☆)  | 2(1946)                                      | 1975.3.1~1979.1.31 (1,432일·3년 11개월 2일)   | 일본군 소위 출신                                                                         |                                                                                 |
| 22          |           | 정승화(鄭昇和) (☆☆☆☆)  | 조선국방경비사관학교 5기                     | 1979.2.1~12.12 (314일·10개월 10일)            | 12·12 스캔들로 강제 해임                                                                 |                                                                                 |
| 23          |           | 이희성(李熺性) (☆☆☆☆)  | 8(1949)                                      | 1979.12.13~1981.12.15 (733일·2년 2일)         |                                                                                          |                                                                                 |
| 23          | 제5공화국 | 이희성(李熺性) (☆☆☆☆)  | 8(1949)                                      | 1979.12.13~1981.12.15 (733일·2년 2일)         |                                                                                          |                                                                                 |
| 24          |           | 황영시(黃永時) (☆☆☆☆)  | 10(1951)                                     | 1981.12.16~1983.12.15 (729일·1년 11개월 29일) |                                                                                          |                                                                                 |
| 25          |           | 정호용(鄭鎬溶) (☆☆☆☆)  | 11(1952)                                     | 1983.12.16~1985.12.15 (730일·1년 11개월 29일) | 25대 국방부 장관 역임                                                                    |                                                                                 |
| 26          |           | 박희도(朴熙道) (☆☆☆☆)  | 12(1956)                                     | 1985.12.16~1988.6.11 (908일·2년 5개월 26일)   |                                                                                          |                                                                                 |
| 노태우 정부 | 27        |                        | 이종구(李鍾九) (☆☆☆☆)                        | 14(1958)                                      | 1988.6.12~1990.6.10 (728일·1년 11개월 29일)                                              | 28대 국방부 장관 역임                                                           |
| 노태우 정부 | 28        |                        | 이진삼(李鎭三) (☆☆☆☆)                        | 15(1959)                                      | 1990.6.11~1991.12.5 (542일·1년 5개월 24일)                                               |                                                                                 |
| 노태우 정부 | 29        |                        | 김진영(金振永) (☆☆☆☆)                        |                                               | 1991.12.6~1993.3.8 (458일·1년 3개월 2일)                                                 | 하나회 숙청 작업의 와중에 해임                                                  |
| 김영삼 정부 | 30        |                        | 김동신(金東信) (☆☆☆☆)                        | 21(1965)                                      | 1993.3.9~1994.12.26 (657일·1년 9개월 17일)                                               | 26대 합참의장 역임                                                              |
| 김영삼 정부 | 31        |                        | 윤용남(尹龍男) (☆☆☆☆)                        | 19(1963)                                      | 1994.12.27~1996.10.18 (661일·1년 9개월 21일)                                             | 27대 합참의장 역임                                                              |
| 김영삼 정부 | 32        |                        | 도일규(都日圭) (☆☆☆☆)                        | 20(1964)                                      | 1996.10.19~1998.3.27 (524일·1년 5개월 8일)                                               |                                                                                 |
| 김대중 정부 | 33        |                        | 김동신(金東信) (☆☆☆☆)                        | 21(1965)                                      | 1998.3.28~1999.10.2 (553일·1년 6개월 4일)                                                | 36대 국방부 장관 역임                                                           |
| 김대중 정부 | 34        |                        | 길형보(吉亨寶) (☆☆☆☆)                        | 22(1966)                                      | 1999.10.3~2001.10.12 (740일·2년 9일)                                                     |                                                                                 |
| 김대중 정부 | 35        |                        | 김판규(金判圭) (☆☆☆☆)                        | 24(1968)                                      | 2001.10.13~2003.4.6 (540일·1년 5개월 24일)                                               | 재임 중 연평해전 발발                                                           |
| 노무현 정부 | 36        |                        | 남재준(南在俊) (☆☆☆☆)                        | 25(1969)                                      | 2003.4.7~2005.4.7 (731일·2년)                                                            | 국가정보원장 역임                                                               |
| 노무현 정부 | 37        |                        | 김장수(金章洙) (☆☆☆☆)                        | 27(1971)                                      | 2005.4.7~2006.11.7 (579일·1년 7개월)                                                     | 40대 국방부 장관 역임 초대 국가안보실장 역임                                    |
| 노무현 정부 | 38        |                        | 박흥렬(朴興烈) (☆☆☆☆)                        | 28(1972)                                      | 2006.11.17~2008.3.21 (500일·1년 4개월 14일)                                              | 전역 후 대통령경호실장 역임                                                     |
| 이명박 정부 | 39        |                        | 임충빈(任忠彬) (☆☆☆☆)                        | 29(1973)                                      | 2008.3.21~2009.9.21 (549일·1년 6개월)                                                    |                                                                                 |
| 이명박 정부 | 40        |                        | 한민구(韓民求) (☆☆☆☆)                        | 31(1975)                                      | 2009.9.21~2010.6.18 (270일·8개월 28일)                                                   | 36대 합참의장 44대 국방부 장관 역임                                             |
| 이명박 정부 | 41        |                        | 황의돈(黃義敦) (☆☆☆☆)                        | 31(1975)                                      | 2010.6.18~12.14 (179일·5개월 26일)                                                       | 부동산 투기 스캔들로 불명예 전역                                                |
| 이명박 정부 | 42        |                        | 김상기(金相基) (☆☆☆☆)                        | 32(1976)                                      | 2010.12.16~2012.10.11 (665일·1년 9개월 25일)                                             |                                                                                 |
| 이명박 정부 | 43        |                        | 조정환(曺晶煥) (☆☆☆☆)                        | 33(1977)                                      | 2012.10.11~2013.9.28 (352일·11개월 17일)                                                 |                                                                                 |
| 박근혜 정부 | 43        |                        | 조정환(曺晶煥) (☆☆☆☆)                        | 33(1977)                                      | 2012.10.11~2013.9.28 (352일·11개월 17일)                                                 |                                                                                 |
| 44          |           | 권오성(權五晟) (☆☆☆☆)  | 34(1978)                                     | 2013.9.28~2014.8.11 (317일·10개월 14일)       | 제3대 육군협회장 취임(2019.2.)                                                           |                                                                                 |
| 45          |           | 김요환 (金曜煥) (☆☆☆☆) | 34(1978)                                     | 2014.8.11~2015.9.17 (402일·1년 1개월 6일)     |                                                                                          |                                                                                 |
| 46          |           | 장준규 (張駿圭) (☆☆☆☆) | 36(1980)                                     | 2015.9.17~2017.8.11 (694일·1년 10개월 25일)   |                                                                                          |                                                                                 |
| 문재인 정부 | 47        |                        | 김용우(金勇佑) (☆☆☆☆)                        | 39(1983)                                      | 2017.8.11~2019.4.16 (613일·1년 8개월 8일)                                                |                                                                                 |
| 문재인 정부 | 48        |                        | 서욱(徐旭) (☆☆☆☆)                            | 41(1985)                                      | 2019.4.16~2020.9.18 (521일·1년 5개월 2일)                                                | 제47대 국방부 장관 역임                                                         |
| 문재인 정부 | 49        |                        | 남영신(南泳臣) (☆☆☆☆)                        | -                                             | 2020.9.23~2022.5.27 (611일·1년 8개월 4일)                                                | 최초의 학군장교(비육사) 출신                                                    |
| 윤석열 정부 | 50        |                        | 박정환(朴正煥) (☆☆☆☆)                        | 44(1988)                                      | 2022.5.27~2023.10.31 (522일·1년 5개월 4일)                                               |                                                                                 |
| 윤석열 정부 | 51        |                        | 박안수(朴安洙) (☆☆☆☆)                        | 46(1990)                                      | 2023.10.31~2024.12.12 (408일·1년 1개월 11일)                                             | [ 1 ] [ 2 ]                                                                     |
| 윤석열 정부 | 직무대리  |                        | 고창준(高昌俊) (☆☆☆☆)                        | 육군 3사관학교 출신                           | 2024.12.12~                                                                              |                                                                                 |

## 같이 보기
- 육군
- 육군본부
- 육군참모차장
- 해군참모차장
- 공군참모차장
- 해군참모총장
- 공군참모총장